# Back Home
Back Home é o oitavo álbum de estúdio da boy band irlandesa Westlife e foi lançado no dia 5 de novembro de 2007. O álbum foi produzido por Steve Mac, Quiz & Larossi, Per Magnusson, David Kreuger e Rami Yacoub, que também produziram alguns dos materiais anteriores do grupo. Back Home foi o último álbum do grupo antes de sua pausa temporária da música em 2008. Também foi o quarto álbum da banda a ser lançado como um quarteto.
O álbum foi precedido pelo primeiro single "Home", uma versão cover da música de Michael Bublé, que foi enviada às estações de rádio em setembro de 2007, e acabou sendo lançada como download digital e CD single em 29 de outubro de 2007. Mais dois singles foram lançados para promover o álbum, nomeadamente "Us Against the World" e "Something Right". Um DVD também acompanhou o lançamento do álbum, incluindo alguns dos videoclipes recentes do grupo e imagens exclusivas do grupo.
O álbum foi recebido com críticas mistas, no entanto, o álbum foi um sucesso comercial. O álbum estreou no topo da UK Albums Chart, vendendo 132.000 cópias em sua primeira semana de lançamento e permaneceu nos três primeiros lugares por oito semanas consecutivas. Ele também passou cinco semanas no número dois. Uma dessas semanas tem as vendas mais altas para o número dois em uma semana do ano de 2007 no Reino Unido. Enquanto na Irlanda, este é o terceiro álbum mais vendido de 2007. 

## Sobre o álbum
A lista de faixas do álbum foi lançada no site oficial da banda em 3 de outubro de 2007, com vídeos faixa a faixa da banda. A data de lançamento do álbum foi antecipada para 5 de novembro de 2007 a partir de 12 de novembro de 2007. O álbum contém uma coleção de faixas novas junto com algumas capas. As músicas cover do álbum são "Have You Ever?", uma balada escrita por Diane Warren anteriormente gravada por Brandy, e "I'm Already There", uma música gravada por Lonestar. O primeiro single do álbum é um cover da balada "Home", originalmente de Michael Bublé, e foi lançado em 29 de outubro de 2007. A música estreou no número três no UK Singles Chart. "Us Against the World", uma música original dedicada aos fãs do Westlife em todo o mundo, foi lançada como o segundo single da banda em 3 de março de 2008 no Reino Unido e na Irlanda. Enquanto isso, "Something Right", que é uma música original de ritmo acelerado, foi lançada como o terceiro single na Ásia e na Europa. Quando Westlife anunciou a data de lançamento do álbum, as Spice Girls imediatamente se retiraram da batalha nas paradas e adiaram o lançamento do álbum Greatest Hits em uma semana para 12 de novembro de 2007 para evitar o lançamento um do outro. As Spice Girls afirmaram que seu álbum seria lançado em 12 de novembro de 2007 e que esse sempre foi o caso. No entanto, os varejistas de música revelaram que o álbum das Spice Girls foi inicialmente marcado com uma data de lançamento em 5 de novembro de 2007.
Um DVD de acompanhamento foi lançado na semana do lançamento do álbum. Ele apresentava imagens dos bastidores do grupo, segmentos Up Close and Personal, e os videoclipes de "Home", "You Raise Me Up", "When You Tell Me That You Love Me", "Amazing" e "The Rose". O DVD estava disponível exclusivamente na Woolworths. Ele alcançou o número um no UK Visuals Chart e foi certificado Platina. 

## Faixas
| N.º            | Título                             | Compositor(es)                                              | Duração |  |
| 1.             | "Home"                             | Alan Chang, Amy Foster-Gillies, Michael Bublé               | 3:28    |  |
| 2.             | "Us Against the World"             | Arnthor Birgisson, Rami Yacoub, Savan Kotecha               | 4:02    |  |
| 3.             | "Something Right"                  | Birgisson, Yacoub, Kotecha                                  | 3:14    |  |
| 4.             | "Already There"                    | Gary Baker, Frank J. Myers, Richie McDonald                 | 4:18    |  |
| 5.             | "When I'm With You"                | Jordan Omley, Louis Biancaniello, Michael Mani, Sam Watters | 4:12    |  |
| 6.             | "Have You Ever"                    | Diane Warren                                                | 4:33    |  |
| 7.             | "It's You"                         | Steve Mac, Wayne Hector                                     | 4:11    |  |
| 8.             | "Catch My Breath"                  | Mac, Hector                                                 | 3:18    |  |
| 9.             | "The Easy Way"                     | Birgisson, Yacoub, Kotecha                                  | 3:35    |  |
| 10.            | "I Do"                             | Mac, Hector, John Reid                                      | 4:30    |  |
| 11.            | "Pictures in My Head"              | Birgisson, Yacoub, Kotecha                                  | 4:17    |  |
| 12.            | "You Must Have Had a Broken Heart" | Jörgen Elofsson, Nicky Chinn                                | 4:06    |  |
| Duração total: | Duração total:                     | Duração total:                                              | 47:29   |  |

| Faixas bônus japonesa |                                          |                              |         |  |
| N.º                   | Título                                   | Compositor(es)               | Duração |  |
| 13.                   | "Home (Soul Seekerz Remix - Radio Edit)" | Chang, Foster-Gillies, Bublé | 5:46    |  |
| 14.                   | "Home" (Vídeo)                           | Chang, Foster-Gillies, Bublé | 3:28    |  |

| CD Bônus (Edição Deluxe) |                                                                  |                              |         |  |
| N.º                      | Título                                                           | Compositor(es)               | Duração |  |
| 1.                       | "Hard to Say I'm Sorry"                                          |                              |         |  |
| 2.                       | "Get Away"                                                       |                              |         |  |
| 3.                       | "Home (Soul Seekerz Remix Radio Edit)"                           | Chang, Foster-Gillies, Bublé |         |  |
| 4.                       | "Total Eclipse of the Heart (Sunset Strippers Full Dance Remix)" |                              |         |  |
| 5.                       | "I'm Already There (Ashanti Boyz Remix)"                         |                              |         |  |
| 6.                       | "Us Against the World (The Wideboys Remix)"                      | Birgisson, Rami, Kotecha     |         |  |

## Certificações
| Região        | Certificação |
| ------------- | ------------ |
| Irlanda       | 5x Platina   |
| Europa        | Platina      |
| Reino Unido   | Platina      |
| Suécia        | Ouro         |
| Suíça         | Ouro         |
| Nova Zelândia | Ouro         |

## Histórico de lançamentos
| Data de lançamento     | País          |
| ---------------------- | ------------- |
| 26 de outubro de 2007  | África do Sul |
| 2 de novembro de 2007  | Irlanda       |
| 2 de novembro de 2007  | Holanda       |
| 2 de novembro de 2007  | Suíça         |
| 5 de novembro de 2007  | China         |
| 5 de novembro de 2007  | Hong Kong     |
| 5 de novembro de 2007  | Coreia do Sul |
| 5 de novembro de 2007  | Reino Unido   |
| Dezembro de 2007       | Brasil        |
| 21 de novembro de 2007 | Japão         |
| 22 de janeiro de 2008  | Argentina     |

## Desempenho nas paradas
Parada de fim de ano
| Paradas (2007)     | Posições |
| ------------------ | -------- |
| Irish Albums Chart | 3        |
| UK Albums Chart    | 5        |

| Precedido por Long Road Out of Eden de Eagles | Álbuns número um na UK Albums Chart 11 de novembro de 2007   | Sucedido por Spirit de Leona Lewis |
| Precedido por Blackout de Britney Spears      | Álbuns número um no Irish Albums Chart 6 de novembro de 2007 | Sucedido por Spirit de Leona Lewis |

## Back Home DVD
Back Home DVD é um álbum de vídeo lançado em 5 de novembro de 2007. Incluí as filmagens de Back Home mais os vídeoclipes de 2005 até 2007.

### Lista de faixas
| N.º            | Título                                             | Nota                                   | Duração |  |
| 1.             | "Up Close And Personal Back Home Album Photoshoot" | Ensaio fotográfico do álbum Back Home. |         |  |
| 2.             | "Home" (Video)                                     |                                        |         |  |
| 3.             | "You Raise Me Up" (Video)                          |                                        |         |  |
| 4.             | "When You Tell Me That You Love Me" (Video)        | Com a participação de Diana Ross.      |         |  |
| 5.             | "Amazing" (Video)                                  |                                        |         |  |
| 6.             | "The Rose" (Video)                                 |                                        |         |  |
| Duração total: | Duração total:                                     | Duração total:                         | 34:00   |  |

Fonte
- Back Home DVD no Discogs